# Teleevangelisme

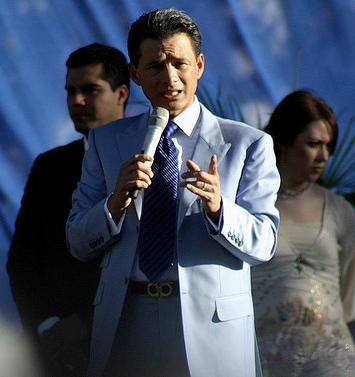
Cash Luna, un evangèlic televangelista a Guatemala.

Televangelisme és l'ús dels mitjans de comunicació, específicament la ràdio i la televisió, per comunicar el cristianisme.
Teleevangelistes són ministres cristians, oficials o proclamats, que dediquen una gran part del seu ministeri a la difusió a la televisió. El terme també és utilitzat burlonament pels crítics com una insinuació d'exaltació per part d'aquests ministres. El televangelisme va començar com un fenomen exclusivament dels Estats Units, resultat d'un mitjà àmpliament sense regulacions on l'accés a les cadenes de televisió i televisió per cable està obert a pràcticament qualsevol persona que pugui pagar-ho, combinat amb una gran població cristiana que pot proporcionar els fons necessaris. Les audiències es van fer especialment populars entre els protestants evangèlics ja fossin independents o organitzades al voltant de denominacions cristianes com l'Església Universal del Regne de Déu. Tanmateix, la creixent globalització de la radiodifusió ha permès a alguns televangelistes dels Estats Units arribar a un públic més ampli a través de les xarxes de transmissió internacionals, incloses algunes de naturalesa específicament cristiana, com Trinity Broadcasting Network i The God Channel. El televangelisme produït al país està cada vegada més present en algunes altres nacions com Brasil. Alguns països tenen mitjans més regulats amb restriccions generals d'accés o regles específiques respecte de la transmissió religiosa. Als mencionats països, la programació religiosa en general és produïda per empreses de televisió —de vegades com un requisit de regulació o servei públic— en lloc de grups d'interès privats. Alguns televangelistes també són pastors regulars o ministres en els seus propis llocs de culte —sovint una mega església—, però la majoria dels seus seguidors provenen de les seves audiències de televisió i ràdio. Altres no tenen una congregació convencional i només treballen a través de la televisió.

## Terminologia
La paraula televangelisme és un acrònim de televisió i evangelisme i va ser encunyat el 1958 com títol d'una minisèrie de televisió per la Convenció Baptista del Sud. S'ha atribuït a Jeffrey K. Hadden i Charles E. Swann la popularització de la paraula en la seva enquesta de 1981 Prime Time Preachers: The Rising Power of Televangelism. Tanmateix, el terme televangelista va ser emprat per la revista Time l'any 1952, quan el «telegènic» bisbe catòlic romà Fulton Sheen va ser referit com el «primer televangelista».

## Història

### Ràdio (1920 en endavant)
El cristianisme sempre ha emfasitzat predicar l'evangeli a tothom, prenent com a inspiració la Gran Comissió. Històricament, això es va aconseguir mitjançant l'enviament de missioners, començant amb la Dispersió dels Apòstols, i més tard, després de la invenció de la impremta, es va incloure la distribució de Bíblies i tractats religiosos. Alguns cristians es van adonar que la ràpida captació de la ràdio que va començar a la dècada de 1920 proporcionava una poderosa eina nova per a aquesta tasca, i van ser entre els primers productors de programació de ràdio. Les transmissions de ràdio van ser vistes com una activitat complementària als missioners tradicionals, permetent assolir un gran nombre a un cost relativament baix, però també permetent que el cristianisme fora predicat a països on això era il·legal i els missioners havien estat prohibits. L'objectiu de la ràdio cristiana era convertir les persones al cristianisme i proporcionar ensenyament i suport als creients. Aquestes activitats continuen avui, particularment en el món en desenvolupament. Emissores d'ona curta amb un format cristià de difusió a tot el món, com ara HCJB a Quito, Equador, Family Radio's WYFR, i la xarxa de difusió Bíblia (BBN), entre d'altres.
Als Estats Units, la Gran Depressió de la dècada de 1930 va veure un ressorgiment de la predicació al Oest Mitjà i el Sud, mentre els predicadors itinerants viatjaven de poble en poble, vivint de donacions. Diversos predicadors van començar programes de ràdio com a resultat de la seva popularitat. Un dels primers ministres en utilitzar la ràdio va ser Samuel Parkes Cadman, començant el 1923. Per a l'any 1928, Cadman tenia un programa de ràdio setmanal, diumenge a la tarda a la cadena de ràdio NBC, la seva poderosa oratòria arribava a una audiència nacional de cinc milions de persones.

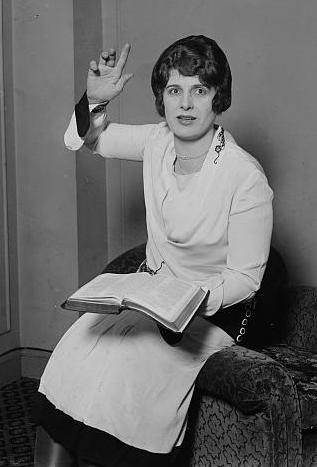
Aimee Semple McPherson (1927).

Aimee Semple McPherson, també coneguda com a «germana Aimee», va ser una evangelitzadora pentecostal canadenca - estatunidenca i celebritat dels mitjans en el] anys 1920 i 1930, famosa per fundar l'Església Quadrangular. McPherson ha estat reconeguda com una pionera en l'ús dels mitjans moderns, perquè va utilitzar la ràdio per aprofitar el creixent atractiu de l'entreteniment popular a Amèrica del Nord i va incorporar d'altres formes en els seus sermons setmanals a Àngelus Temple, una de les primeres mega esglésies.
A la dècada de 1930, un famós evangelista de ràdio de l'època va ser el sacerdot catòlic, el pare Charles Coughlin, els programes del qual fortament anticomunistes i antisemites van arribar a milions d'oïdors. Altres programes de ràdio cristians primitius transmesos a nivell nacional als Estats Units, començant als anys 1920 i 1930 inclouen —anys d'emissions de ràdio demostrades—): Bob Jones, Sr. (1927-1962), Ralph W. Sockman (1928-1962), GE Lowman (1930) -1965), La música i la paraula parlada (1929-present), L'hora luterana (1930-present) i Charles E. Fuller (1937-1968). La revista Times va informar el 1946 que el Púlpitde la Ràdio Nacional del reverend Ralph Sockman a NBC rebia 4.000 cartes cada setmana i l'arquebisbe catòlic Fulton J. Sheen va rebre entre 3.000 i 6.000 cartes cada setmana. L'audiència total de ràdio dels ministres de als Estats Units, aquest any es va estimar en 10 milions d'oïdors.

### Televisió (1950 en endavant)

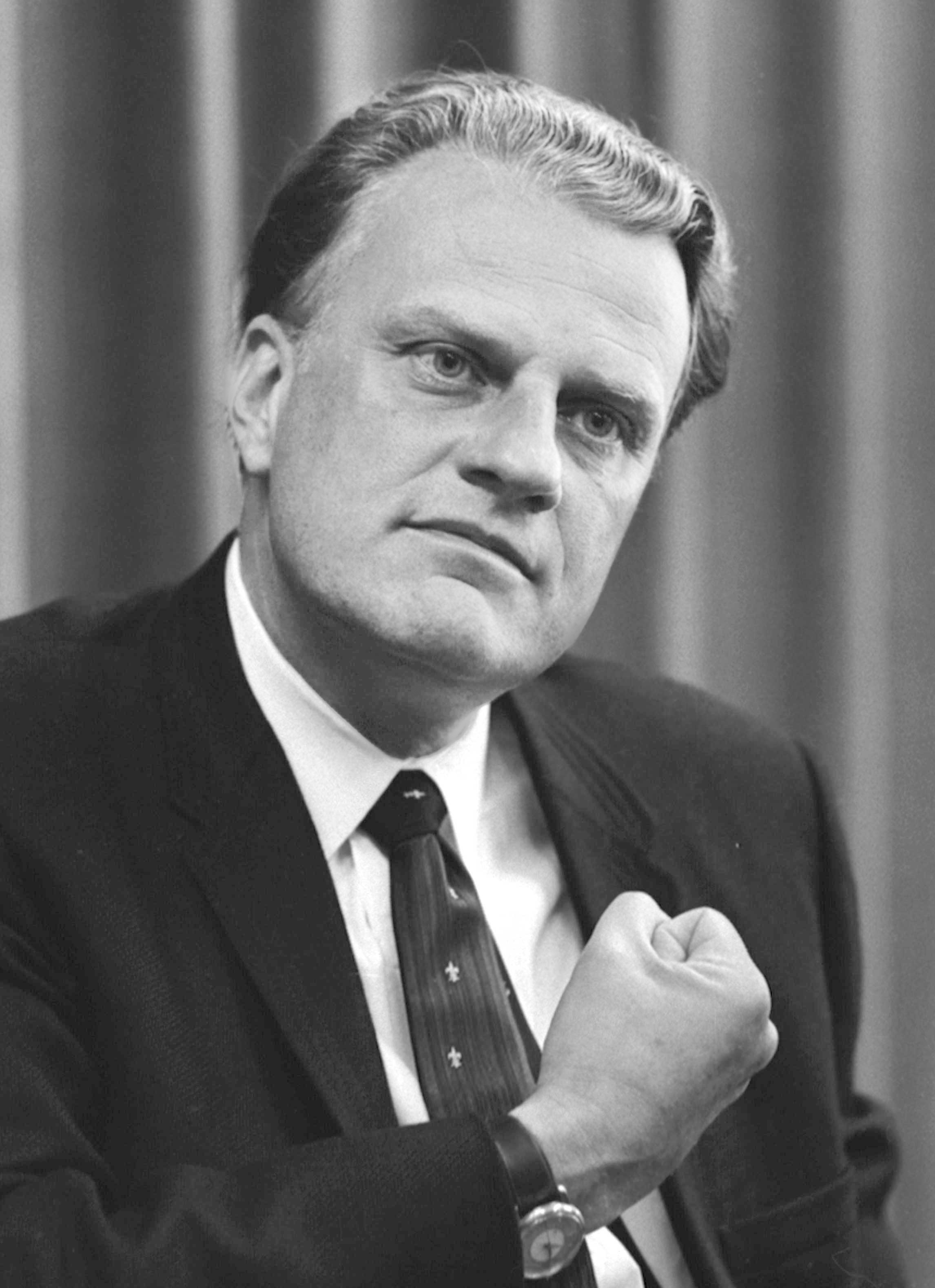
Billy Graham, predicador evangelista (1966).

Encara que la televisió també va començar a la dècada de 1930, no es va utilitzar amb fins religiosos fins principis de 1950. Jack Wyrtzen i Percy Crawford van canviar la transmissió televisiva en la primavera de 1949. Un altre predicador televisiu va ser Fulton J. Sheen, qui va canviar amb èxit la televisió el 1951 després de dues dècades de transmissions de ràdio populars i a qui la revista Time nomenar «el primer teleevangelista». Sheen guanyaria nombrosos Premis Emmy pel seu programa que es va desenvolupar des de principis de la dècada de 1950 fins a finals de la dècada de 1960.
Després d'anys de transmissió de ràdio el 1952, Rex Humbard es va convertir en el primer de tenir un servei religiós setmanal transmès per la televisió. Al 1980, els programes Rex Humbard abastaven el món al llarg de 695 estacions en 91 llengües i fins avui tenen la més gran cobertura de qualsevol programa d'evangelització. La transmissió d'Oral Roberts el 1957 va assolir el 80% de la possible audiència televisiva a través de 135 de les 500 estacions possibles. La dècada de 1960 i principis de 1970 la televisió va reemplaçar la ràdio com principal mitjà d'entreteniment casolà, però també es va correspondre amb un augment addicional al cristianisme evangèlic, en particular a través delministeri internacional de televisió i ràdio de Billy Graham.

## Controvèrsies i crítiques
Els teleevangelistes sovint atreuen crítiques d'altres ministres cristians. Per exemple, el predicador John MacArthur va publicar una sèrie d'articles al desembre de 2009 que eren molt crítics amb alguns teleevangeliste.
| «                 | Algú ha de dir això clarament: els curanderos i predicadors de salut i riquesa que dominen la televisió religiosa són fraus desvergonyits. El seu missatge no és el veritable Evangeli de Jesucrist. No hi ha res espiritual o miraculós en la seva trapelleria a l'escenari. És tot un ardit astut dissenyat per aprofitar la gent desesperada. No són ministres piadosos, sinó impostors cobdiciosos que corrompen la Paraula de Déu pels diners. No són veritables pastors que pasturen el ramat de Déu, sinó mercenaris l'únic propòsit dels quals és plomar a les ovelles. El seu amor pels diners és notablement obvi en el que diuen i en com viuen. Afirmen posseir un gran poder espiritual, però de fet són materialistes de rang i enemics de tot el sagrat. | » |
| — John MacArthur, | |   |

Així mateix, Ole Anthony investigador i escriptor, va redactar molt críticament sobre teleevangelistes el 1994.
Alguns sostenen que una proporció dels seus mètodes i teologia és en conflicte amb la doctrina cristiana que s'ensenya a les congregacions tradicionalistes existents des de fa molt de temps. Molts teleevangelistes són presentats per «ministeris de discerniment» dirigits per altres cristians que estan preocupats pel que perceben com una desviació de la sana doctrina cristiana. Molts existeixen fora de les estructures de les denominacions cristianes, el que significa que no reten compte a ningú. Les pràctiques financeres de molts no estan clares. Una enquesta de 2003 del diari St. Louis Post-Dispatch va indicar que només un dels 17 teleevangelistes investigats eren membres del Consell Evangèlic per a la Responsabilitat Financera.
L'evangeli de prosperitat ensenyat per molts promet èxit material, financer, físic i espiritual als creients. Alguns d'ells tenen una riquesa personal important i posseeixen grans propietats, automòbils de luxe i diversos vehicles de transport, com ara avions privats o avions ministerials. Els crítics consideren que això és contradictori amb el pensament cristià tradicional.
El teleevangelisme requereix quantitats substancials de diners per produir programes i comprar el temps emprat en les xarxes de cable i de satèl·lits, dediquen temps a les activitats de recaptació de fons. Productescom llibres, CD, DVD i quincalles es promocionen als espectadors. Els teleevangelistes afirmen estar arribant a milions de persones a tot el món amb l'evangeli i produint nombrosos conversos al cristianisme. Tanmateix, aquests reclams són difícils de verificar independentment i sovint és discutit.

### Sondeig del Senat
El 2007, el senador Chuck Grassley va obrir una investigació sobre les finances de sis teleevangelistes que prediquen un «evangeli de la prosperitat». La recerca va realitzar informes d'estils de vida luxosos d'aquestes persones que inclouen: flotes de Rolls Royces, mansions palatines, jets privats i d'altres articles costosos suposadament pagats per televidents que fan donacions a causa de l'estímul de les ofrenes per part dels ministeris. Els sis que van ser investigats són:
- Kenneth i Gloria Copeland dels Ministeris Kenneth Copeland de Newark, Texas;
- Creflo Dollar i Taffi Dollar de World Changers Church International i Creflo Dollar Ministries de College Park, Ga;
- Benny Hinn de World Healing Center Church Inc. i Benny Hinn Ministries of Grapevine, Texas;
- Eddie L. Long de New Birth Missionary Baptist Church i Bishop Eddie Long Ministries of Lithònia, Ga; DocuSeries - SEX SCANDALS in RELIGIÓ van fer un episodi d'investigació de 2011 sobre el seu presumpte comportament sexual inadequat.[20]
- Joyce Meyer i David Meyer de Ministeris Joyce Meyer de Fenton, Mo (exonerat)
- Randy White i la seva ex esposa Paula White de l'Església Internacional Without Walls i Paula White Ministries of Tampa.[21]

El 6 de gener de 2011 Grassley va publicar el seu informe en resposta a la seva investigació. Va demanar una nova revisió del Congrés de les lleis d'exempció d'impostos per a grups religiosos.